# Lipiny Dolne
Lipiny Dolne – wieś w Polsce położona w województwie lubelskim, w południowo-zachodniej części powiatu biłgorajskiego, w gminie Potok Górny.
| SIMC    | Nazwa     | Rodzaj    |
| ------- | --------- | --------- |
| 0896321 | Kawęczyna | część wsi |
| 0896338 | Oderwa    | część wsi |

Za czasów Królestwa Polskiego istniała gmina Lipiny. W latach 1954–1972 wieś należała i była siedzibą władz gromady Lipiny Dolne. W latach 1975–1998 miejscowość administracyjnie należała do województwa zamojskiego.
Wieś jest sołectwem w gminie Potok Górny. Według Narodowego Spisu Powszechnego z roku 2011 wieś liczyła 1086 mieszkańców i była drugą co do liczby ludności miejscowością gminy.
Wierni Kościoła rzymskokatolickiego należą do parafii Matki Bożej Częstochowskiej w Lipinach Górnych.

## Położenie i charakterystyka wsi
Wieś położona jest na Płaskowyżu Tarnogrodzkim, nad rzeką Borowiną. Najbliższym miastem jest odległy o 22 km Leżajsk, najbliższym miastem wojewódzkim odległym o 66 km jest Rzeszów, stolica województwa podkarpackiego.
W Lipinach Dolnych działają dwie szkoły: Szkoła Podstawowa im. św. Franciszka z Asyżu oraz Publiczne Gimnazjum. Obie mieszczą się w jednym budynku wybudowanym w latach 50. XIX wieku, ufundowanym przez Jana Pieczonkę, imigranta z Kanady. We wsi znajdują się również: filia biblioteki oraz filia Poczty Polskiej. Od 1926 roku w Lipinach Dolnych funkcjonuje ochotnicza straż pożarna. W 2008 roku została założona przez Stowarzyszenie Kobiet Wiejskich Dolina świetlica wiejska.
We wsi rośnie kilka starych drzew posiadających status pomników przyrody, znajduje się również kilka wiekowych krzyży przydrożnych.
Niedaleko wsi przebiega droga wojewódzka nr 863 łącząca Krzeszów i Cieszanów.
Nazwa miejscowości pochodzi od drzew lipowych, niegdyś licznie rosnących w Lipinach Dolnych.

## Historia
Założone pod koniec XVI w., wchodziły w skład Ordynacji Zamoyskiej. W 1612 roku funkcjonowała już cerkiew unicka. W latach 1836–1870 pełniły funkcję gminy. W 1926 roku powstała ochotnicza straż pożarna.
W czasie okupacji niemieckiej mieszkająca we wsi rodzina Sieków udzieliła pomocy Efraimowi (Feliksowi) Urmanowi. W 2013 roku Instytut Jad Waszem podjął decyzję o przyznaniu Andrzejowi i Józefie Siek tytułu Sprawiedliwych wśród Narodów Świata.